# Ostrava városi járás

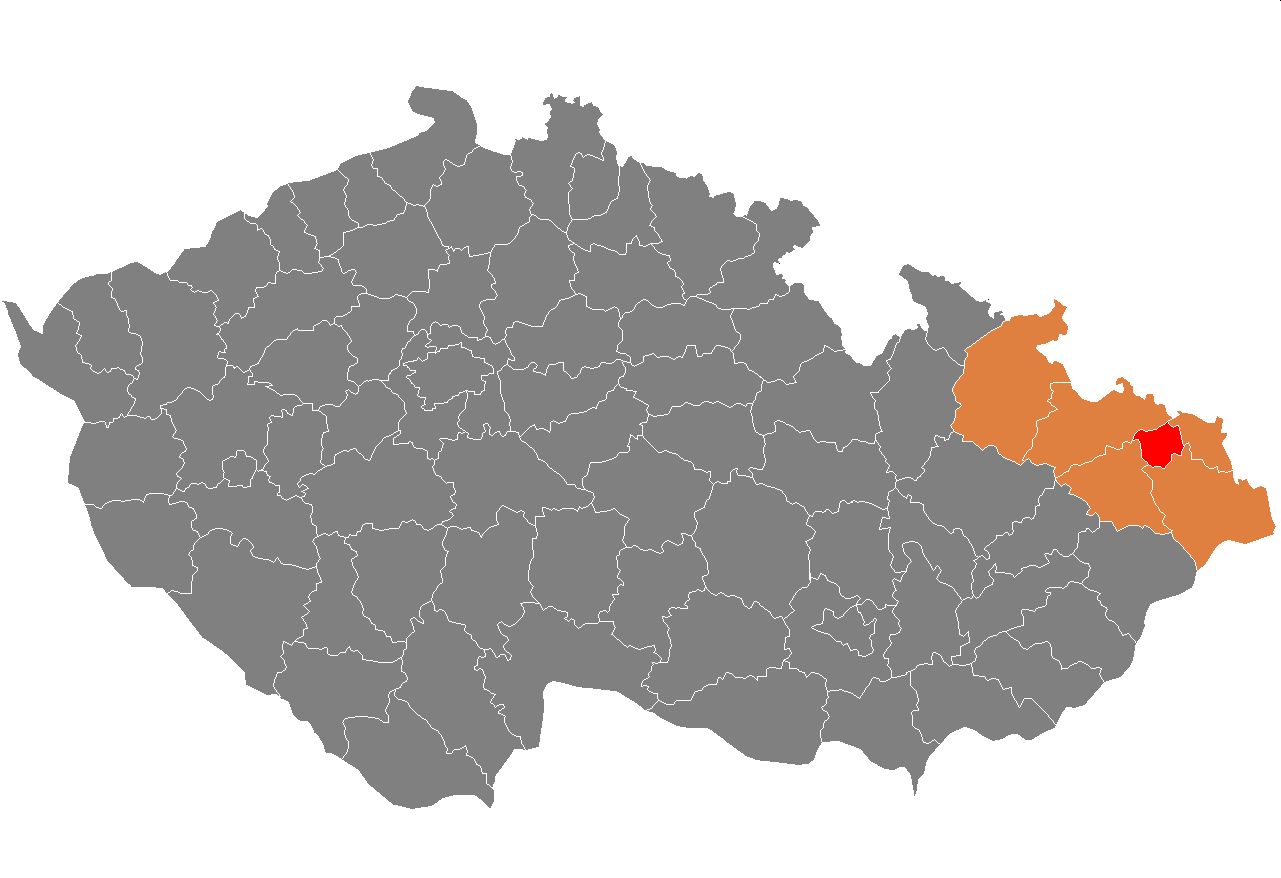
Az Ostrava városi járás

Az Ostrava városi járás (csehül: Okres Ostrava) közigazgatási egység Csehország Morva-sziléziai kerületében. Székhelye Ostrava. Lakosainak száma 344 054 fő (2009). Területe 331,53 km².

## Városai és községei
A városok félkövér, a községek álló betűkkel szerepelnek a felsorolásban.
Čavisov •
Dolní Lhota •
Horní Lhota •
Klimkovice •
Olbramice •
Ostrava •
Šenov •
Stará Ves nad Ondřejnicí •
Václavovice •
Velká Polom •
Vratimov •
Vřesina •
Zbyslavice

## Fordítás
- Ez a szócikk részben vagy egészben  az   Ostrava-City District című angol Wikipédia-szócikk ezen változatának fordításán alapul.  Az eredeti cikk szerkesztőit annak laptörténete sorolja fel. Ez a jelzés csupán a megfogalmazás eredetét és a szerzői jogokat jelzi, nem szolgál a cikkben szereplő információk forrásmegjelöléseként.
- Ez a szócikk részben vagy egészben  az   Okres Ostrava-město című cseh Wikipédia-szócikk ezen változatának fordításán alapul.  Az eredeti cikk szerkesztőit annak laptörténete sorolja fel. Ez a jelzés csupán a megfogalmazás eredetét és a szerzői jogokat jelzi, nem szolgál a cikkben szereplő információk forrásmegjelöléseként.